# 大野裕明
大野 裕明（おおの ひろあき、1948年6月19日 - ）は、日本の天文家。福島県田村市滝根町にある「星の村天文台」の台長。

## 略歴
福島市生まれ。高校生の時に、天体写真家・藤井旭に師事。高校卒業後は家業を営みつつ、藤井らと白河天体観測所を設立し、普及活動を行う。また、国立科学博物館の村山定男にも師事した。
1992年から2005年2月まで14年間、滝根町の「星の村天文台」台長を務め、2009年4月より天文台台長に再任。
(株)大野企画 会長、福島天文同好会 会長、日本宇宙少年団福島分団 団長、福島県環境アドバイザー、光学機器メーカー (株)ビクセンアドバイザー、白河天体観測所メンバー 広報担当などを務める。ほかに、皆既日食ツアーやオーロラツアーの企画なども実施している。